# Fräkentjärnarna (Sorsele socken, Lappland, 723381-160610)
Fräkentjärnarna är en sjö i Sorsele kommun i Lappland och ingår i Umeälvens huvudavrinningsområde.